# Pedro Vázquez de Acuña
Pedro Vázquez de Acuña (n. Corona de Castilla, ca. 1506 – f. Imperio español, después de 1540) fue un licenciado español que ocupó el cargo de gobernador de Castilla del Oro desde 1536 hasta 1539.

## Biografía
El licenciado Pedro Vázquez de Acuña en septiembre de 1536 ocupó el cargo de gobernador de Castilla del Oro o de Tierra Firme, en reemplazo de Francisco de Barrionuevo. Le correspondió llevar a cabo el juicio de residencia de Barrionuevo y de su teniente Pascual de Andagoya, alcaldes y oficiales.
Durante su administración el territorio terminó siendo colonizado y el cristianismo difundido entre los aborígenes.
La parte oriental —último reducto de Castilla del Oro— pasó a ser conocida desde 1535 con el antiguo nombre de Tierra Firme, y con el tiempo pasaría a llamarse provincia de Panamá, especialmente luego de que el rey Carlos I de España creara la Real Audiencia de Panamá el 25 de febrero de 1538, con jurisdicción sobre toda la Sudamérica española y las provincias de Castilla del Oro y Veraguas.
Desde 1537, una vez concluidos los pleitos colombinos, la gobernación de Castilla del Oro había quedado fragmentada en dos partes, separadas por el Ducado de Veragua.
La audiencia recién se instaló en el territorio en febrero de 1539 y este hecho puso fin al gobierno de Pedro Vázquez de Acuña, último obernador de Castilla del Oro, siendo sucedido por Francisco Pérez de Robles, primer presidente de la Real Audiencia de Panamá. Además en este mismo año la misma obtuvo la jurisdicción sobre la gobernación de Nicaragua.
La parte occidental, que se extendía al oeste del ducado, por gran parte de lo que hoy es la costa pacífica de Panamá y Costa Rica, fue unida en 1540 con la Veragua real que eran los territorios sobrantes de la antigua gobernación de Veragua, y se constituyó la provincia de Nueva Cartago y Costa Rica.
A esta jurisdicción fue agregada en 1560 la nueva provincia de Veraguas, creada durante el reinado de Felipe II de España con el territorio del antiguo Ducado de Veragua.